# Morti il 27 agosto
| Questa pagina contiene informazioni ricavate automaticamente dalle voci biografiche con l'ausilio del template Bio e di un bot. L'aggiornamento è periodico e automatico e ricostruisce completamente la pagina. Se manca una persona in questa lista, sei pregato di non aggiungerla, ma accertati piuttosto che la sua voce biografica contenga il template Bio e che i dati anagrafici siano correttamente compilati. Se il template Bio manca, inseriscilo tu stesso o, in alternativa, metti l'avviso {{tmp\|Bio}} che ne segnala la mancanza. Se i dati riportati sono sbagliati, correggi direttamente la voce biografica; le modifiche saranno visibili in questa lista entro pochi giorni. Per chiarimenti vedi il progetto biografie. La lista contiene solo le 510 persone che sono citate nell'enciclopedia e per le quali è stato implementato correttamente il template Bio. Pagina aggiornata al 9 ago 2025. |

## VI secolo(1)
- 542 - Cesario d'Arles, monaco cristiano e arcivescovo cattolico francese

## VII secolo(1)
- 660 - Bacolo di Sorrento, vescovo e santo italiano

## VIII secolo(1)
- 749 - Qahtaba ibn Shabib, generale arabo

## IX secolo(1)
- 827 - Papa Eugenio II, papa e cardinale italiano

## X secolo(1)
- 995 - Gebardo di Costanza, vescovo e santo tedesco (n. 949)

## XII secolo(4)
- 1125 - Guido Grimoldi, vescovo cattolico italiano
- 1146 - Eric III di Danimarca, re danese
- 1150 - Guarino di Sion, vescovo cattolico e santo francese
- 1159 - Amedeo di Losanna, santo francese (n. 1110)

## XIII secolo(4)
- 1208 - Irene Angela, principessa bizantina (n. 1181)
- 1237 - Al-Ashraf Musa, Emiro di Damasco, sovrano (n. 1178)
- 1255 - Ughino di Lincoln, santo inglese (n. 1246)
- 1283 - Guglielmo da Fogliano, vescovo cattolico italiano

## XIV secolo(11)
- 1302 - Maghinardo Pagani, condottiero e politico italiano
- 1312 - Arturo II di Bretagna, nobile (n. 1262)
- 1312 - Angelo Conti, religioso italiano (n. 1226)
- 1335 - Gian Gaetano Orsini, cardinale italiano
- 1337 - Giovanni II di Werle, principe
- 1338 - Bartolomeo II della Scala, vescovo cattolico italiano
- 1356 - Beraldo I delfino d'Alvernia, nobile francese
- 1364 - Malatesta III Malatesta, condottiero italiano (n. 1299)
- 1372 - Filippo di Cabassole, cardinale e patriarca cattolico francese (n. 1305)
- 1381 - Simon da Borsano, cardinale e arcivescovo cattolico italiano
- 1394 - Chōkei, imperatore giapponese (n. 1343)

## XV secolo(5)
- 1444 - Hynek Ptáček di Pirkštejn, nobile e politico boemo (n. 1404)
- 1459 - Giacomo di Coimbra, cardinale e arcivescovo cattolico portoghese (n. 1433)
- 1495 - Maria Branković, nobile (n. 1466)
- 1495 - Giacomo Feo, nobile italiano
- 1496 - Gianfrancesco Gonzaga, condottiero italiano (n. 1446)

## XVI secolo(17)
- 1507 - Vincenzo Bandello, religioso italiano (n. 1435)
- 1508 - Lucia Rusca, nobildonna italiana (n. 1460)
- 1518 - Giovanna d'Aragona, regina italiana (n. 1479)
- 1519 - Sigismondo Cantelmo, nobile e condottiero italiano
- 1521 - Carlo II di Cleves Nevers, nobile francese
- 1521 - Josquin Desprez, compositore fiammingo
- 1523 - Domenico Grimani, letterato e cardinale italiano (n. 1461)
- 1547 - Hans Haller, orafo tedesco (n. 1505)
- 1554 - Simone Porzio, medico e filosofo italiano
- 1569 - Niccolò Massa, anatomista italiano (n. 1489)
- 1574 - Bartolomeo Eustachi, anatomista italiano
- 1575 - Fulvio Androzio, scrittore e gesuita italiano (n. 1523)
- 1576 - Tiziano Vecellio, pittore italiano
- 1583 - Giovanni Battista Castelli, vescovo cattolico e diplomatico italiano
- 1590 - Papa Sisto V, papa, vescovo cattolico e cardinale italiano (n. 1521)
- 1600 - Pedro de Deza Manuel, cardinale e vescovo cattolico spagnolo (n. 1520)
- 1600 - Kaganoi Shigemochi, militare giapponese (n. 1561)

## XVII secolo(22)
- 1610 - Anne Bacon, letterata e traduttrice inglese
- 1611 - Tomás Luis de Victoria, presbitero, compositore e organista spagnolo (n. 1548)
- 1618 - Alberto Federico di Prussia, nobile prussiano (n. 1553)
- 1626 - Francesco Maria Bourbon del Monte Santa Maria, cardinale, vescovo cattolico e diplomatico italiano (n. 1549)
- 1626 - Denis van Alsloot, pittore fiammingo
- 1629 - Adam Wągrowicensis, compositore e organista polacco
- 1630 - Hendrick de Clerck, pittore fiammingo
- 1635 - Lope de Vega, scrittore, poeta e drammaturgo spagnolo (n. 1562)
- 1644 - Caterina di Brandeburgo, principessa (n. 1602)
- 1647 - Pietro Novelli, pittore e architetto italiano (n. 1603)
- 1651 - Jacob Adriaensz Backer, pittore olandese (n. 1608)
- 1663 - Nicolò Guidi di Bagno, militare, arcivescovo cattolico e cardinale italiano (n. 1584)
- 1664 - Cornelis Bega, pittore e incisore olandese (n. 1620)
- 1664 - Francisco de Zurbarán, pittore spagnolo (n. 1598)
- 1675 - Persio Caracci, vescovo cattolico e poeta italiano (n. 1594)
- 1676 - Carlo Bonelli, cardinale e arcivescovo cattolico italiano (n. 1612)
- 1677 - Mateo de Prado, scultore spagnolo (n. 1600)
- 1677 - Richard Sackville, V conte di Dorset, nobile e politico inglese (n. 1622)
- 1679 - David Lewis, presbitero e gesuita gallese (n. 1616)
- 1681 - Guglielmo Cristoforo d'Assia-Homburg, sovrano tedesco (n. 1625)
- 1686 - Michelangelo Bonadies, francescano, vescovo cattolico e scrittore italiano (n. 1603)
- 1700 - Giulio Avellino, pittore italiano (n. 1645)

## XVIII secolo(17)
- 1715 - Francesco Ramírez, arcivescovo cattolico spagnolo (n. 1648)
- 1721 - Carlo Sernicola, teologo, poeta e oratore italiano (n. 1659)
- 1723 - Antoni van Leeuwenhoek, ottico e naturalista olandese (n. 1632)
- 1723 - Antonio Zacco, militare italiano (n. 1654)
- 1727 - Aert de Gelder, pittore olandese (n. 1645)
- 1729 - Cesare Michelangelo d'Avalos, militare e politico italiano (n. 1667)
- 1738 - Francesco Saverio Baldinucci, storico dell'arte italiano (n. 1663)
- 1741 - Costantino Gatta, medico, antiquario e storico italiano (n. 1673)
- 1743 - Giacomo Moncada, nobile, politico e militare italiano (n. 1678)
- 1746 - Carlo Leopoldo Calcagnini, cardinale italiano (n. 1679)
- 1746 - Johann Caspar Ferdinand Fischer, compositore, clavicembalista e organista tedesco (n. 1656)
- 1748 - James Thomson, poeta e drammaturgo scozzese (n. 1700)
- 1758 - Maria Barbara di Braganza, principessa portoghese (n. 1711)
- 1775 - Alberico Clemente Carlini, religioso e pittore italiano (n. 1703)
- 1782 - John Laurens, rivoluzionario, militare e diplomatico statunitense (n. 1754)
- 1797 - Carl Philipp von Venningen, nobile, politico e giudice tedesco (n. 1728)
- 1798 - Louis Joseph Watteau, pittore francese (n. 1731)

## XIX secolo(64)
- 1807 - Guido Calcagnini, cardinale e arcivescovo cattolico italiano (n. 1725)
- 1807 - Ignatius Mouradgea d'Ohsson, diplomatico, storico e orientalista armeno (n. 1740)
- 1811 - Jean-Baptiste Huet, pittore francese (n. 1745)
- 1813 - Alberico Barbiano di Belgiojoso, nobile, scrittore e militare italiano (n. 1725)
- 1823 - John Hope, IV conte di Hopetoun, generale britannico (n. 1765)
- 1824 - Policarpo Cacherano d'Osasco, generale e politico italiano (n. 1744)
- 1824 - Johann Christian Woyzeck, criminale tedesco (n. 1780)
- 1824 - François Palamède de Suffren, botanico francese (n. 1753)
- 1827 - Johann Casimir von Häffelin, cardinale e vescovo cattolico tedesco (n. 1737)
- 1827 - Giovanni Luigi Moncada, nobile e politico italiano (n. 1745)
- 1827 - Vincenzo Luca Pezza, militare italiano (n. 1762)
- 1827 - John Rous, I conte di Stradbroke, nobile e politico inglese (n. 1750)
- 1828 - Eise Eisinga, astronomo olandese (n. 1744)
- 1829 - Isidoro Bianchini, fantino italiano
- 1830 - Paolo De Filippi, pittore italiano (n. 1755)
- 1830 - Luigi VI Enrico di Borbone-Condé, nobile francese (n. 1756)
- 1831 - François Dumont, pittore e miniaturista francese (n. 1751)
- 1832 - Giovanni Battista Palletta, medico italiano (n. 1748)
- 1834 - Andrea Bolognesi, compositore e musicista italiano (n. 1775)
- 1834 - Eliza Radziwiłł, nobildonna polacca (n. 1803)
- 1836 - Jacinto de Romarate, militare e politico spagnolo (n. 1775)
- 1839 - Aleksandr Odoevskij, poeta, scrittore e rivoluzionario russo (n. 1802)
- 1841 - Ignaz von Seyfried, compositore e direttore d'orchestra austriaco (n. 1776)
- 1844 - Leopold von Lützow, generale prussiano (n. 1786)
- 1846 - Thomas Lyon-Bowes, XI conte di Strathmore e Kinghorne, nobile britannico (n. 1773)
- 1847 - Isaac Jacob Schmidt, orientalista olandese (n. 1779)
- 1849 - Domenico della Madre di Dio, religioso italiano (n. 1792)
- 1851 - Ferdinando di Sassonia-Coburgo-Koháry, principe tedesco (n. 1785)
- 1852 - Luigi Fantini, vescovo cattolico italiano (n. 1803)
- 1852 - Anna Fux, soprano e pianista austriaco (n. 1772)
- 1856 - Amelia Sarteschi Calani Carletti, poetessa italiana (n. 1802)
- 1858 - Michele Leoni, letterato italiano (n. 1776)
- 1862 - Albert Kamehameha, principe statunitense (n. 1858)
- 1862 - Ambrogio Nava, architetto e pittore italiano (n. 1791)
- 1864 - Pavel Petrovič Liprandi, generale russo (n. 1796)
- 1865 - George Brown, generale inglese (n. 1790)
- 1865 - Thomas Chandler Haliburton, scrittore canadese (n. 1796)
- 1867 - Ignazio Gardella senior, architetto italiano (n. 1803)
- 1869 - Rebecca Gratz, educatrice statunitense (n. 1781)
- 1870 - Pietro Barsanti, militare italiano (n. 1849)
- 1872 - Angelo Quaglia, cardinale italiano (n. 1802)
- 1872 - Václav Treitz, patologo ceco (n. 1819)
- 1874 - Ștefan Golescu, politico rumeno (n. 1809)
- 1875 - Vasilij Stepanovič Kuročkin, poeta, giornalista e traduttore russo (n. 1831)
- 1876 - Eugène Fromentin, pittore e scrittore francese (n. 1820)
- 1876 - Michel Rodange, scrittore e poeta lussemburghese (n. 1827)
- 1877 - Giuseppe Griffoli, diplomatico italiano (n. 1792)
- 1877 - Luigi Maria de Marinis, arcivescovo cattolico italiano (n. 1809)
- 1878 - Francesco Sebastiani, avvocato e politico italiano (n. 1827)
- 1879 - Rowland Hill, filatelista e funzionario britannico (n. 1795)
- 1880 - Raffaele Piccoli, patriota e rivoluzionario italiano (n. 1819)
- 1884 - Giovanni Renica, pittore italiano (n. 1808)
- 1884 - Francesco Maria Serra, politico italiano (n. 1804)
- 1885 - Johann Georg Theodor Grässe, bibliografo e storico della letteratura tedesco (n. 1814)
- 1891 - John Owen Dominis, nobile statunitense (n. 1832)
- 1893 - Niccolò Cusa, prefetto e politico italiano (n. 1821)
- 1893 - Peter Mitterhofer, artigiano austriaco (n. 1822)
- 1894 - Heinrich Keil, filologo classico tedesco (n. 1822)
- 1897 - Ogden Goelet, imprenditore statunitense (n. 1851)
- 1898 - John Hopkinson, fisico e ingegnere britannico (n. 1849)
- 1899 - Wendela Hebbe, giornalista e scrittrice svedese (n. 1808)
- 1899 - Vittorio Sacchi, magistrato, prefetto e politico italiano (n. 1814)
- 1899 - Giovanni Turini, scultore italiano (n. 1841)
- 1900 - Antoine Vollon, pittore e incisore francese (n. 1833)

## XX secolo(229)
- 1901 - Rudolf Haym, storico, filosofo e letterato tedesco (n. 1821)
- 1903 - Kusumoto Ine, medico giapponese (n. 1827)
- 1904 - Pavel Svedomskij, pittore russo (n. 1849)
- 1905 - Amalia Filippina di Borbone-Spagna, nobile spagnola (n. 1834)
- 1907 - Charles Murray, VII conte di Dunmore, nobile e politico scozzese (n. 1841)
- 1908 - Thorvald Bindesbøll, designer danese (n. 1846)
- 1908 - William Freeman Vilas, politico statunitense (n. 1840)
- 1909 - Emil Christian Hansen, micologo danese (n. 1842)
- 1909 - Hermann Lossen, chirurgo tedesco (n. 1842)
- 1909 - Tiziano Zalli, patriota, attivista e banchiere italiano (n. 1830)
- 1910 - Sylvia Llewelyn Davies, britannica (n. 1866)
- 1913 - Charles Michael Caughy, dirigente sportivo e diplomatico statunitense (n. 1850)
- 1914 - Eugen von Böhm-Bawerk, economista austriaco (n. 1851)
- 1915 - Emilio Ricci, poeta italiano (n. 1891)
- 1916 - Petar Kočić, scrittore serbo (n. 1877)
- 1917 - Alceo Cattalochino, generale italiano (n. 1863)
- 1917 - Maria Luisa d'Asburgo-Lorena, nobile (n. 1845)
- 1917 - Valerio Mengarini, militare e atleta italiano (n. 1894)
- 1917 - Antonio Panella, militare italiano (n. 1895)
- 1917 - Gilberto Porro Lambertenghi, marchese, arbitro di calcio e dirigente sportivo italiano (n. 1883)
- 1917 - Carlo Ruelle, generale italiano (n. 1858)
- 1919 - Louis Botha, politico boero (n. 1862)
- 1921 - Carlo Panizzardi, prefetto e politico italiano (n. 1850)
- 1922 - Crisostomo di Smirne (n. 1867)
- 1922 - David Sharp, medico e entomologo inglese (n. 1840)
- 1923 - Alessandro Baudi di Vesme, storico dell'arte italiano (n. 1854)
- 1923 - Enrico Tellini, generale italiano (n. 1871)
- 1923 - Georges de la Chapelle, tennista francese (n. 1868)
- 1924 - Varvara Ivanovna Aleksandrova, rivoluzionaria russa (n. 1852)
- 1924 - William Bayliss, fisiologo britannico (n. 1860)
- 1924 - Casimir Semelaigne, schermidore francese (n. 1853)
- 1926 - Julius Kaftan, teologo tedesco (n. 1848)
- 1926 - Sergej Illarionovič Vasil'čikov, nobile e ufficiale russo (n. 1849)
- 1927 - Enrique Reig y Casanova, cardinale e arcivescovo cattolico spagnolo (n. 1859)
- 1928 - Marie Émile Fayolle, generale francese (n. 1852)
- 1929 - Giulio Bas, compositore e organista italiano (n. 1874)
- 1929 - Hermann Noordung, ingegnere sloveno (n. 1892)
- 1932 - Ursmer Berlière, teologo belga (n. 1861)
- 1932 - Oliver Dimon Kellogg, matematico statunitense (n. 1878)
- 1933 - Georges Hayem, ematologo e medico francese (n. 1841)
- 1934 - Dumitru Hubert, bobbista e aviatore rumeno (n. 1899)
- 1935 - Childe Hassam, pittore statunitense (n. 1859)
- 1935 - Tom Murray, attore statunitense (n. 1874)
- 1935 - Otto Schott, chimico e imprenditore tedesco (n. 1851)
- 1936 - George Henry Dern, politico statunitense (n. 1872)
- 1936 - Luca Postiglione, pittore italiano (n. 1876)
- 1937 - Epifanij Akulov, presbitero e religioso russo (n. 1897)
- 1937 - Gennaro Barra, militare italiano (n. 1910)
- 1937 - Lionel Walter Rothschild, banchiere, politico e zoologo britannico (n. 1868)
- 1937 - John Russell Pope, architetto statunitense (n. 1874)
- 1938 - Vojtech Holesch, architetto slovacco (n. 1892)
- 1939 - Donato Faggella, magistrato e politico italiano (n. 1867)
- 1939 - Charles Guignebert, storico francese (n. 1867)
- 1939 - Hiromichi Shinohara, aviatore e militare giapponese (n. 1913)
- 1939 - Charles Wilkes, calciatore francese (n. 1887)
- 1940 - Luciano Conti, ingegnere italiano (n. 1868)
- 1940 - Herbrand Russell, XI duca di Bedford, politico inglese (n. 1858)
- 1941 - Mitsuko Aoyama, giapponese (n. 1874)
- 1941 - Pietro Donà delle Rose, militare e aviatore italiano (n. 1914)
- 1941 - Antonio Forni, aviatore e marinaio italiano (n. 1908)
- 1941 - Giuliano Gioia, militare e aviatore italiano (n. 1917)
- 1942 - Cesare Agostini, politico e psichiatra italiano (n. 1864)
- 1942 - Friedrich-Wilhelm von Chappuis, generale tedesco (n. 1886)
- 1942 - John Gottowt, attore, regista e sceneggiatore austriaco (n. 1881)
- 1942 - George Holley, calciatore inglese (n. 1885)
- 1942 - Essad Bey, scrittore azero (n. 1905)
- 1942 - Camillo Perini, aviatore austro-ungarico (n. 1887)
- 1943 - José Gaspar d'Afonseca e Silva, arcivescovo cattolico brasiliano (n. 1901)
- 1943 - Joseph Levering, regista, attore e sceneggiatore statunitense (n. 1874)
- 1943 - Constantin Prezan, generale rumeno (n. 1861)
- 1944 - Manuel Castro González, allenatore di calcio spagnolo (n. 1885)
- 1944 - Carlo Fecia di Cossato, militare italiano (n. 1908)
- 1944 - Silvio Solimano, partigiano italiano (n. 1925)
- 1945 - Elfego Baca, pistolero statunitense (n. 1865)
- 1945 - Arthur Ellery, regista e attore statunitense (n. 1870)
- 1945 - María Pilar Izquierdo Albero, religiosa spagnola (n. 1906)
- 1945 - Reynold A. Nicholson, iranista, islamista e arabista britannico (n. 1868)
- 1945 - George Ross, ginnasta britannico (n. 1877)
- 1945 - Luigi Sabaini, calciatore italiano (n. 1917)
- 1946 - Umberto Farri, politico italiano (n. 1883)
- 1946 - Jaguaré Bezerra de Vasconcelos, calciatore brasiliano (n. 1905)
- 1948 - Charles Evans Hughes, giurista e politico statunitense (n. 1862)
- 1948 - Carl Møller, canottiere danese (n. 1887)
- 1949 - Shōen Uemura, pittrice giapponese (n. 1875)
- 1950 - Cesare Pavese, scrittore, poeta e traduttore italiano (n. 1908)
- 1951 - Joseph A. Ball, inventore e fisico statunitense (n. 1894)
- 1951 - Raghunathrao Shankarrao Gandekar, principe indiano (n. 1878)
- 1952 - Salvatore Gregorietti, pittore e decoratore italiano (n. 1870)
- 1952 - Corliss Palmer, attrice statunitense (n. 1899)
- 1953 - Atanasio Soldati, pittore italiano (n. 1896)
- 1953 - Victor Wahltuch, scacchista inglese (n. 1875)
- 1954 - Joseph-Édouard Barès, generale e aviatore francese (n. 1872)
- 1955 - Augusto Turati, politico, dirigente sportivo e giornalista italiano (n. 1888)
- 1956 - Pelageja Fëdorovna Šajn, astronoma sovietica (n. 1894)
- 1956 - Sandy Turnbull, giocatore di lacrosse canadese (n. 1872)
- 1958 - Guelfo Ferrari, dirigente sportivo italiano (n. 1879)
- 1958 - Ernest Orlando Lawrence, fisico statunitense (n. 1901)
- 1958 - Priscilla Lawson, attrice statunitense (n. 1914)
- 1959 - Fred Jackman, regista, direttore della fotografia e effettista statunitense (n. 1881)
- 1960 - Renée Deliot, sceneggiatrice e produttrice cinematografica francese (n. 1881)
- 1960 - Sima Pandurović, poeta, critico letterario e drammaturgo serbo (n. 1883)
- 1961 - Hermann Becker-Freyseng, medico tedesco (n. 1910)
- 1963 - Carlo Gamba, storico dell'arte italiano (n. 1870)
- 1963 - William Edward Burghardt Du Bois, sociologo, storico e saggista statunitense (n. 1868)
- 1963 - Adolf Grimme, politico tedesco (n. 1899)
- 1963 - Andrzej Pluciński, cestista polacco (n. 1915)
- 1964 - Gracie Allen, attrice e comica statunitense (n. 1895)
- 1965 - Le Corbusier, architetto, urbanista e pittore svizzero (n. 1887)
- 1966 - Carlo Corsi, pittore italiano (n. 1879)
- 1966 - Henri Dubois, ciclista su strada belga (n. 1882)
- 1967 - Henri-Georges Adam, scultore e pittore francese (n. 1904)
- 1967 - William Hawley Bowlus, ingegnere, progettista e imprenditore statunitense (n. 1896)
- 1967 - Brian Epstein, imprenditore inglese (n. 1934)
- 1967 - Väinö Kokkinen, lottatore finlandese (n. 1899)
- 1968 - Robert Z. Leonard, regista, attore e produttore cinematografico statunitense (n. 1889)
- 1968 - Raffaele Sanna Randaccio, avvocato e politico italiano (n. 1896)
- 1968 - Marina di Grecia, nobile greca (n. 1906)
- 1969 - Fabòn, pittore italiano (n. 1912)
- 1969 - Edward Bridges, I barone Bridges, politico inglese (n. 1892)
- 1969 - Ivy Compton-Burnett, scrittrice britannica (n. 1884)
- 1969 - Jean Lesueur, tennista francese (n. 1910)
- 1969 - Erika Mann, saggista, scrittrice e antifascista tedesca (n. 1905)
- 1969 - Kathleen Russell, velocista e lunghista giamaicana (n. 1927)
- 1969 - Forrest Stanley, attore e sceneggiatore statunitense (n. 1889)
- 1969 - Claire Whitney, attrice statunitense (n. 1890)
- 1970 - Bruno Ciari, pedagogista italiano (n. 1923)
- 1971 - Elio Bertocchi, ciclista su strada italiano (n. 1919)
- 1971 - Margaret Bourke-White, fotografa statunitense (n. 1904)
- 1971 - Giannino Castiglioni, scultore, pittore e medaglista italiano (n. 1884)
- 1971 - Bennett Cerf, scrittore e curatore editoriale statunitense (n. 1898)
- 1971 - Lil Hardin Armstrong, pianista e compositrice statunitense (n. 1898)
- 1972 - Angelo Dell'Acqua, cardinale e arcivescovo cattolico italiano (n. 1903)
- 1973 - Tol Avery, attore statunitense (n. 1915)
- 1973 - Biagio Budelacci, vescovo cattolico italiano (n. 1888)
- 1973 - Vincenzo Martellotta, militare italiano (n. 1913)
- 1973 - Carlo Mollino, architetto e designer italiano (n. 1905)
- 1973 - Enrico Nicodemo, arcivescovo cattolico italiano (n. 1906)
- 1973 - Corrado Terranova, politico italiano (n. 1902)
- 1974 - Amilcare Pizzi, tipografo, editore e calciatore italiano (n. 1891)
- 1974 - Otto Strasser, politico tedesco (n. 1897)
- 1974 - Tian Fang, attore cinese (n. 1911)
- 1974 - Robert Wilder, romanziere, drammaturgo e sceneggiatore statunitense (n. 1901)
- 1975 - Alfred Lansing, giornalista e saggista statunitense (n. 1921)
- 1975 - Hailé Selassié, imperatore etiope (n. 1892)
- 1975 - Franjo Šoštarić, calciatore jugoslavo (n. 1919)
- 1975 - Julien Sottiault, calciatore francese (n. 1904)
- 1976 - Mukesh, cantante indiano (n. 1923)
- 1976 - Georges Marrane, politico francese (n. 1888)
- 1976 - Cosme Vázquez, calciatore spagnolo (n. 1904)
- 1976 - Hermann von Witzleben, generale tedesco (n. 1892)
- 1977 - Dorothy Brett, pittrice britannica (n. 1883)
- 1977 - Billy Riley, wrestler britannico (n. 1889)
- 1977 - Michelangelo Virgillito, imprenditore italiano (n. 1901)
- 1977 - Alf Young, allenatore di calcio e calciatore inglese (n. 1905)
- 1978 - Gordon Matta-Clark, artista e architetto statunitense (n. 1943)
- 1979 - Carles Buïgas, architetto e ingegnere spagnolo (n. 1898)
- 1979 - Paul Coste-Floret, politico francese (n. 1911)
- 1979 - Aka Gündüz Kutbay, musicista turco (n. 1934)
- 1979 - Louis Mountbatten, politico, ammiraglio e nobile britannico (n. 1900)
- 1980 - Mario Angiolini, calciatore italiano (n. 1911)
- 1980 - Douglas Kenney, scrittore, sceneggiatore e produttore cinematografico statunitense (n. 1946)
- 1981 - Valerij Charlamov, hockeista su ghiaccio sovietico (n. 1948)
- 1981 - Emilio Ferreri, ammiraglio italiano (n. 1894)
- 1981 - Paul Herget, astronomo statunitense (n. 1908)
- 1982 - Anandamayi Ma, mistica indiana (n. 1896)
- 1982 - Lucia Apicella, filantropa italiana (n. 1887)
- 1983 - Renzo Poluzzi, allenatore di pallacanestro e dirigente sportivo italiano (n. 1919)
- 1985 - John Albrechtson, velista svedese (n. 1936)
- 1986 - Georgij Agzamov, scacchista sovietico (n. 1954)
- 1986 - Joyce Mansour, scrittrice e poetessa egiziana (n. 1928)
- 1986 - Dragutin Mitić, tennista jugoslavo (n. 1917)
- 1986 - Ezio Ottaviani, politico italiano (n. 1919)
- 1986 - Guglielmo Pasta, politico italiano (n. 1931)
- 1986 - Olga Šilhánová, ginnasta cecoslovacca (n. 1920)
- 1987 - Sergio Duilio Fanali, aviatore e generale italiano (n. 1911)
- 1987 - Peter Mehringer, lottatore statunitense (n. 1910)
- 1987 - Scott La Rock, disc jockey statunitense (n. 1962)
- 1987 - Charlie Smalls, compositore e paroliere statunitense (n. 1943)
- 1987 - Aleksanteri Toivola, lottatore finlandese (n. 1893)
- 1988 - Max Black, filosofo britannico (n. 1909)
- 1988 - Roger Cnockaert, ciclista su strada belga (n. 1917)
- 1988 - Giuseppe Di Salvo, attivista e comandante marittimo italiano (n. 1902)
- 1988 - Charles Farrell, attore irlandese (n. 1900)
- 1989 - Pietro Giorgianni, giornalista italiano (n. 1935)
- 1989 - Lodovico Ligato, politico italiano (n. 1939)
- 1989 - Luís Luz, calciatore brasiliano (n. 1909)
- 1989 - Gloria Milland, attrice italiana (n. 1940)
- 1989 - Bill Shirley, attore statunitense (n. 1921)
- 1990 - Andrea Cascella, scultore, pittore e ceramista italiano (n. 1919)
- 1990 - Gérard Garitte, filologo e storico francese (n. 1914)
- 1990 - Raymond St. Jacques, attore statunitense (n. 1930)
- 1990 - Stevie Ray Vaughan, chitarrista, cantante e compositore statunitense (n. 1954)
- 1991 - Piet van Boxtel, calciatore olandese (n. 1902)
- 1991 - Gioacchino Muccin, vescovo cattolico italiano (n. 1899)
- 1991 - Mike Naumenko, cantautore e chitarrista sovietico (n. 1955)
- 1992 - Luigi Buzzi, imprenditore italiano (n. 1907)
- 1992 - Ferdinand Diehl, regista tedesco (n. 1901)
- 1992 - Gonzalo Jiménez, pallanuotista spagnolo (n. 1902)
- 1992 - Peter Jørgensen, pugile danese (n. 1907)
- 1992 - Luigi Lombardi, generale e funzionario italiano (n. 1898)
- 1992 - Hélène Perdrière, attrice francese (n. 1912)
- 1992 - Bruno Rossi, calciatore italiano (n. 1911)
- 1992 - Max Stiepl, pattinatore di velocità su ghiaccio austriaco (n. 1914)
- 1993 - Francesco Brignani, allenatore di calcio e calciatore italiano (n. 1948)
- 1993 - José Marante, calciatore e allenatore di calcio argentino (n. 1915)
- 1994 - Salvatore Barberi, politico italiano (n. 1899)
- 1994 - Roberto Goyeneche, cantante argentino (n. 1926)
- 1994 - Marcello Rodinò, dirigente d'azienda italiano (n. 1906)
- 1995 - Mary Beth Hughes, attrice statunitense (n. 1919)
- 1995 - Václav Ježek, calciatore e allenatore di calcio cecoslovacco (n. 1923)
- 1995 - Giuseppe Lo Presti, scrittore e terrorista italiano (n. 1958)
- 1996 - Vittoria Anticzarina Cavallo, operaia, antifascista e partigiana italiana (n. 1903)
- 1996 - Antonio Cederna, giornalista, ambientalista e politico italiano (n. 1921)
- 1996 - Martin Disler, pittore, scultore e poeta svizzero (n. 1949)
- 1996 - Akiji Kobayashi, attore giapponese (n. 1930)
- 1996 - Agnieszka Kotlarska, modella polacca (n. 1972)
- 1996 - Greg Morris, attore statunitense (n. 1933)
- 1996 - Julio Musimessi, calciatore argentino (n. 1923)
- 1997 - Sotiria Bellou, cantante e attivista greca (n. 1921)
- 1997 - Sally Blane, attrice statunitense (n. 1910)
- 1997 - Johannes Edfelt, poeta e critico letterario svedese (n. 1904)
- 1998 - Teodors Grīnbergs, cestista lettone (n. 1916)
- 1998 - Gianni Hecht Lucari, produttore cinematografico e produttore televisivo italiano (n. 1922)
- 1998 - Michelangelo Notarianni, giornalista e politico italiano (n. 1932)
- 1999 - Bai Guang, attrice e cantante cinese (n. 1921)
- 1999 - Hélder Pessoa Câmara, arcivescovo cattolico brasiliano (n. 1909)
- 1999 - Diana Cenni, cestista e pattinatrice italiana (n. 1917)
- 1999 - Enzo Martinelli, matematico italiano (n. 1911)
- 2000 - Cesare Sanfilippo, giurista italiano (n. 1911)

## XXI secolo(132)
- 2001 - Abu Ali Mustafa, politico palestinese (n. 1938)
- 2001 - Luigi Beretta Anguissola, dirigente pubblico italiano (n. 1915)
- 2001 - Franco Castellazzi, politico italiano (n. 1941)
- 2001 - Luciano Lualdi, cantante italiano (n. 1934)
- 2001 - Karl Ulrich Schnabel, pianista e docente austriaco (n. 1909)
- 2002 - Tatjana Karumnaitė, cestista lituana (n. 1920)
- 2002 - Giovanni Motzo, giurista italiano (n. 1930)
- 2002 - Giovanna Sandri, artista, pittrice e poetessa italiana (n. 1923)
- 2002 - Crew Stoneley, velocista britannico (n. 1911)
- 2002 - Emmanuel Thoma, ciclista su strada belga (n. 1917)
- 2002 - Ireneo Vinciguerra, politico e medico italiano (n. 1920)
- 2003 - 3 Steps Ahead, disc jockey olandese (n. 1961)
- 2003 - Emilio Carlo Mangini, imprenditore, scrittore e museologo italiano (n. 1912)
- 2003 - Pierre Poujade, sindacalista e politico francese (n. 1920)
- 2004 - Gottlieb Göller, calciatore e allenatore di calcio tedesco (n. 1935)
- 2004 - Mario Lancellotta, politico italiano
- 2004 - Ezio Riondato, filosofo e politico italiano (n. 1921)
- 2005 - Aldo Aniasi, partigiano e politico italiano (n. 1921)
- 2005 - Lois Gunden, insegnante statunitense (n. 1915)
- 2005 - Matteo Salvatore, cantautore italiano (n. 1925)
- 2005 - Francesco Di Castri, ecologo italiano (n. 1930)
- 2006 - Moreno Bambi, dirigente d'azienda e politico italiano (n. 1934)
- 2006 - Lisimaco Casarosa, veterinario italiano (n. 1920)
- 2006 - Linda Tee Cutchin, fotografa, critica d'arte e scrittrice statunitense (n. 1943)
- 2006 - Jon Dough, attore pornografico statunitense (n. 1962)
- 2006 - María Capovilla, supercentenaria ecuadoriana (n. 1889)
- 2006 - Luciano Pedro Mendes de Almeida, arcivescovo cattolico e gesuita brasiliano (n. 1930)
- 2006 - Hrishikesh Mukherjee, regista indiano (n. 1922)
- 2006 - Alfred Maria Oburu Asue, vescovo cattolico equatoguineano (n. 1947)
- 2006 - Jesse Pintado, chitarrista messicano (n. 1969)
- 2006 - Claudio Vellani, calciatore italiano (n. 1944)
- 2007 - Ermanno Alloni, calciatore italiano (n. 1931)
- 2007 - Driss Basri, politico marocchino (n. 1938)
- 2007 - Alexa Bokšay, allenatore di calcio cecoslovacco (n. 1911)
- 2007 - Richard T. Heffron, regista, sceneggiatore e attore statunitense (n. 1930)
- 2007 - Giovanni Oman, linguista italiano (n. 1922)
- 2007 - Emma Penella, attrice spagnola (n. 1931)
- 2007 - Hans Ruesch, pilota automobilistico, scrittore e editore svizzero (n. 1913)
- 2008 - Nuritdin Muchitdinov, politico e diplomatico sovietico (n. 1917)
- 2009 - Santi Correnti, storico e latinista italiano (n. 1924)
- 2009 - Virginia Martin, attrice statunitense (n. 1927)
- 2009 - Angelo Mezzanotte, fotografo italiano (n. 1943)
- 2009 - Sergej Vladimirovič Michalkov, scrittore, poeta e librettista sovietico (n. 1913)
- 2009 - Virgilio Savona, cantante, compositore e produttore discografico italiano (n. 1919)
- 2009 - Šota Čočišvili, judoka sovietico (n. 1950)
- 2010 - Fermo Camellini, ciclista su strada italiano (n. 1914)
- 2010 - Anton Geesink, judoka, lottatore e wrestler olandese (n. 1934)
- 2010 - Ivan Ivanov, lottatore bulgaro (n. 1937)
- 2010 - Marampudi Joji, arcivescovo cattolico indiano (n. 1942)
- 2010 - Simone Scatizzi, vescovo cattolico italiano (n. 1931)
- 2010 - Virginia Beatrice Smith, avvocato, economista e educatrice statunitense (n. 1923)
- 2010 - Luna Vachon, wrestler statunitense (n. 1962)
- 2011 - Eve Brent, attrice statunitense (n. 1929)
- 2011 - Bob Hubbard, cestista statunitense (n. 1922)
- 2011 - Kim Tai-chung, attore, artista marziale e imprenditore sudcoreano (n. 1943)
- 2011 - John Parke, calciatore nordirlandese (n. 1937)
- 2011 - Tapio Pöyhönen, cestista finlandese (n. 1927)
- 2011 - Jerry Rizzo, cestista statunitense (n. 1918)
- 2011 - Ija Sergeevna Savvina, attrice sovietica (n. 1936)
- 2011 - Norman Frederick Simpson, drammaturgo britannico (n. 1919)
- 2012 - Aurora Bautista, attrice spagnola (n. 1925)
- 2012 - Malcolm Browne, giornalista e fotografo statunitense (n. 1931)
- 2012 - Art Heyman, cestista statunitense (n. 1941)
- 2012 - Ivan Horvat, calciatore e allenatore di calcio jugoslavo (n. 1926)
- 2012 - Italo Insolera, architetto, urbanista e storico dell'architettura italiano (n. 1929)
- 2012 - Gelij Koržev, pittore sovietico (n. 1925)
- 2012 - Antoine Redin, allenatore di calcio e calciatore francese (n. 1934)
- 2012 - Albert George Wilson, astronomo statunitense (n. 1918)
- 2013 - Zelmo Beaty, cestista e allenatore di pallacanestro statunitense (n. 1939)
- 2013 - Anatolij Onoprijenko, serial killer ucraino (n. 1959)
- 2014 - Jean-François Beltramini, calciatore francese (n. 1948)
- 2014 - Peret, cantante spagnolo (n. 1935)
- 2014 - Orlando Polmonari, ginnasta italiano (n. 1924)
- 2014 - Luigi Sardei, calciatore italiano (n. 1937)
- 2014 - Steve Sullivan, cestista statunitense (n. 1944)
- 2014 - Carl Timner, pittore e disegnatore tedesco (n. 1933)
- 2014 - Sandy Wilson, compositore e paroliere britannico (n. 1924)
- 2015 - Biagio Catalano, calciatore e allenatore di calcio italiano (n. 1938)
- 2015 - Pascal Chaumeil, regista francese (n. 1961)
- 2015 - Darryl Dawkins, cestista e allenatore di pallacanestro statunitense (n. 1957)
- 2015 - Juan Garriga, pilota motociclistico spagnolo (n. 1963)
- 2015 - Marianne Sin-Pfältzer, fotografa tedesca (n. 1926)
- 2015 - Giusi Verbaro, poetessa e critica letteraria italiana (n. 1938)
- 2015 - Józef Wesołowski, arcivescovo cattolico polacco (n. 1948)
- 2016 - Alcindo Martha de Freitas, calciatore brasiliano (n. 1945)
- 2016 - Cesare Gelli, attore italiano (n. 1932)
- 2016 - Vito Marletta, cantautore e musicista italiano (n. 1968)
- 2017 - Domenico Cattarinich, fotografo e regista italiano (n. 1937)
- 2017 - José Maria Pires, arcivescovo cattolico e scrittore brasiliano (n. 1919)
- 2017 - Mauro Zonta, orientalista italiano (n. 1968)
- 2018 - Paolo De Ioanna, funzionario italiano (n. 1944)
- 2018 - Ron Newman, calciatore e allenatore di calcio inglese (n. 1936)
- 2018 - Bobby Walden, giocatore di football americano statunitense (n. 1938)
- 2018 - Stefan Weinfurter, storico tedesco (n. 1945)
- 2019 - Jessi Combs, conduttrice televisiva e pilota automobilistica statunitense (n. 1980)
- 2019 - Gianluca Del Monte, cestista italiano (n. 1958)
- 2019 - Mike Ferguson, allenatore di calcio e calciatore inglese (n. 1943)
- 2019 - Friedrich Hiller, archeologo tedesco (n. 1926)
- 2019 - Dawda Jawara, politico gambiano (n. 1924)
- 2019 - Shin Matsushita, supercentenaria giapponese (n. 1904)
- 2020 - Bob Armstrong, wrestler statunitense (n. 1939)
- 2020 - Pierluigi Camiscioni, rugbista a 15 e stuntman italiano (n. 1953)
- 2020 - Giorgio Giorgerini, giornalista, scrittore e storico italiano (n. 1931)
- 2020 - László Kamuti, schermidore ungherese (n. 1940)
- 2020 - Andrea Lastrucci, arbitro di calcio a 5 italiano (n. 1960)
- 2020 - Lute Olson, allenatore di pallacanestro statunitense (n. 1934)
- 2020 - Salvador Rivas Martínez, botanico, alpinista e insegnante spagnolo (n. 1935)
- 2020 - Arnaldo Saccomani, produttore discografico, imprenditore e personaggio televisivo brasiliano (n. 1949)
- 2020 - Ebru Timtik, avvocata e attivista turca (n. 1978)
- 2021 - Edmond Fischer, chimico e biologo svizzero (n. 1920)
- 2021 - Beniamino Giribaldi, organaro italiano (n. 1942)
- 2021 - Heide Keller, attrice e sceneggiatrice tedesca (n. 1939)
- 2021 - Siegfried Matthus, compositore e direttore d'orchestra tedesco (n. 1934)
- 2021 - Maria Oliva, supercentenaria italiana (n. 1909)
- 2022 - Piergiorgio Branzi, giornalista e fotografo italiano (n. 1928)
- 2022 - Giorgio Costantini, bobbista italiano (n. 1962)
- 2022 - Robert LuPone, attore statunitense (n. 1946)
- 2022 - Vicenç Pagès i Jordà, scrittore e critico letterario spagnolo (n. 1963)
- 2022 - Milutin Šoškić, calciatore e allenatore di calcio jugoslavo (n. 1937)
- 2022 - Emilio Trivini, canottiere italiano (n. 1938)
- 2023 - Éléonore Faucher, regista e sceneggiatrice francese (n. 1973)
- 2023 - Anvar Ibragimov, schermidore sovietico (n. 1965)
- 2023 - Dennis Kramer, cestista statunitense (n. 1992)
- 2023 - Franne Lee, costumista e pittrice statunitense (n. 1941)
- 2023 - Don Sundquist, politico statunitense (n. 1936)
- 2023 - Julio Viera, pittore spagnolo (n. 1934)
- 2024 - Sergio Asteriti, fumettista italiano (n. 1930)
- 2024 - Renzo de' Vidovich, politico e giornalista italiano (n. 1934)
- 2024 - Thomas Geve, scrittore e ingegnere israeliano (n. 1929)
- 2024 - Juan Izquierdo, calciatore uruguaiano (n. 1997)
- 2024 - Charlotte Kretschmann, supercentenaria tedesca (n. 1909)
- 2024 - Leonard Riggio, imprenditore, filantropo e allevatore statunitense (n. 1941)